# Geodätische Kuppel

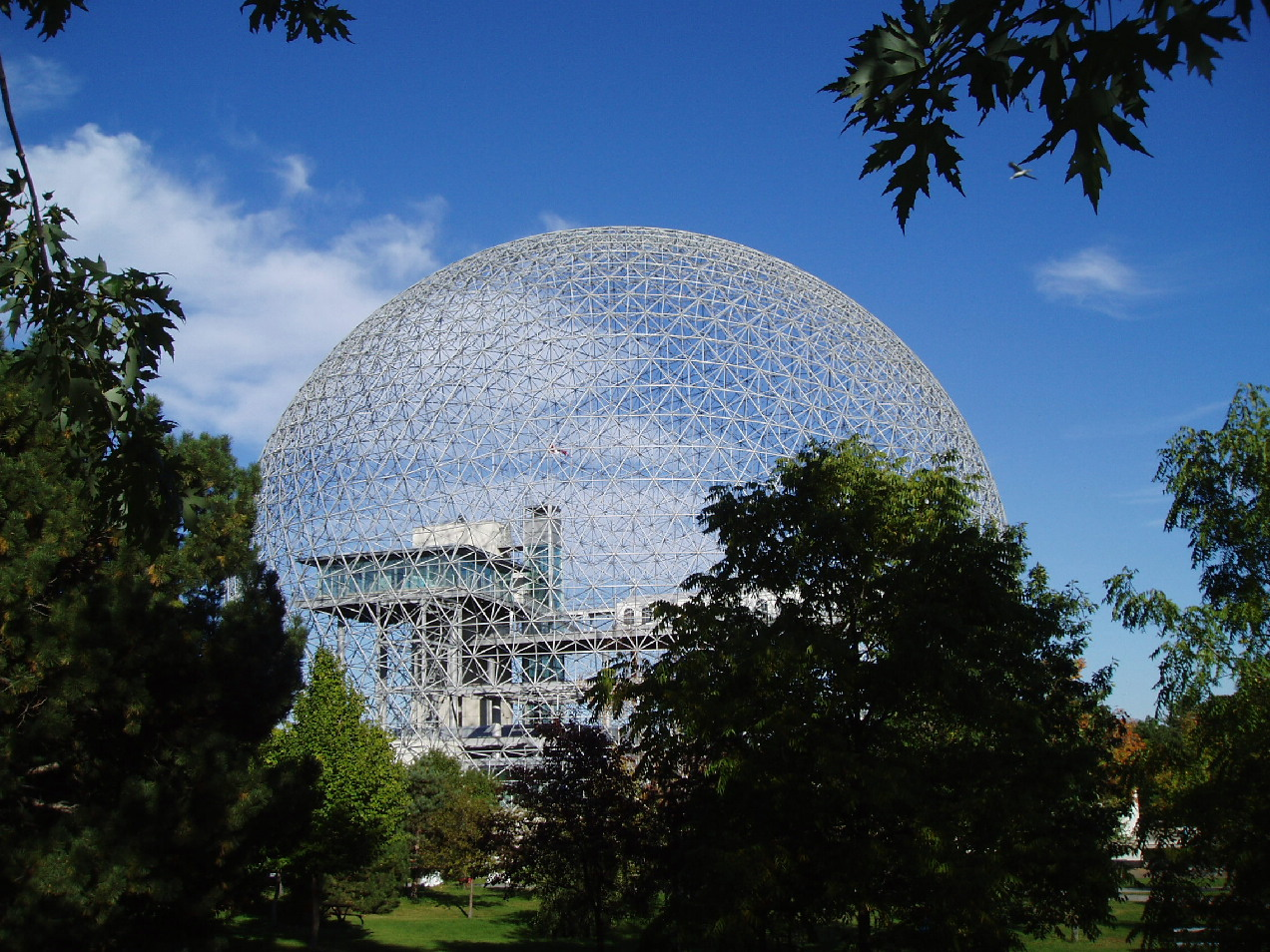
Eine Geodätische Kuppel von Richard Buckminster Fuller, die Biosphère, Ile Ste-Hélène, Montreal.

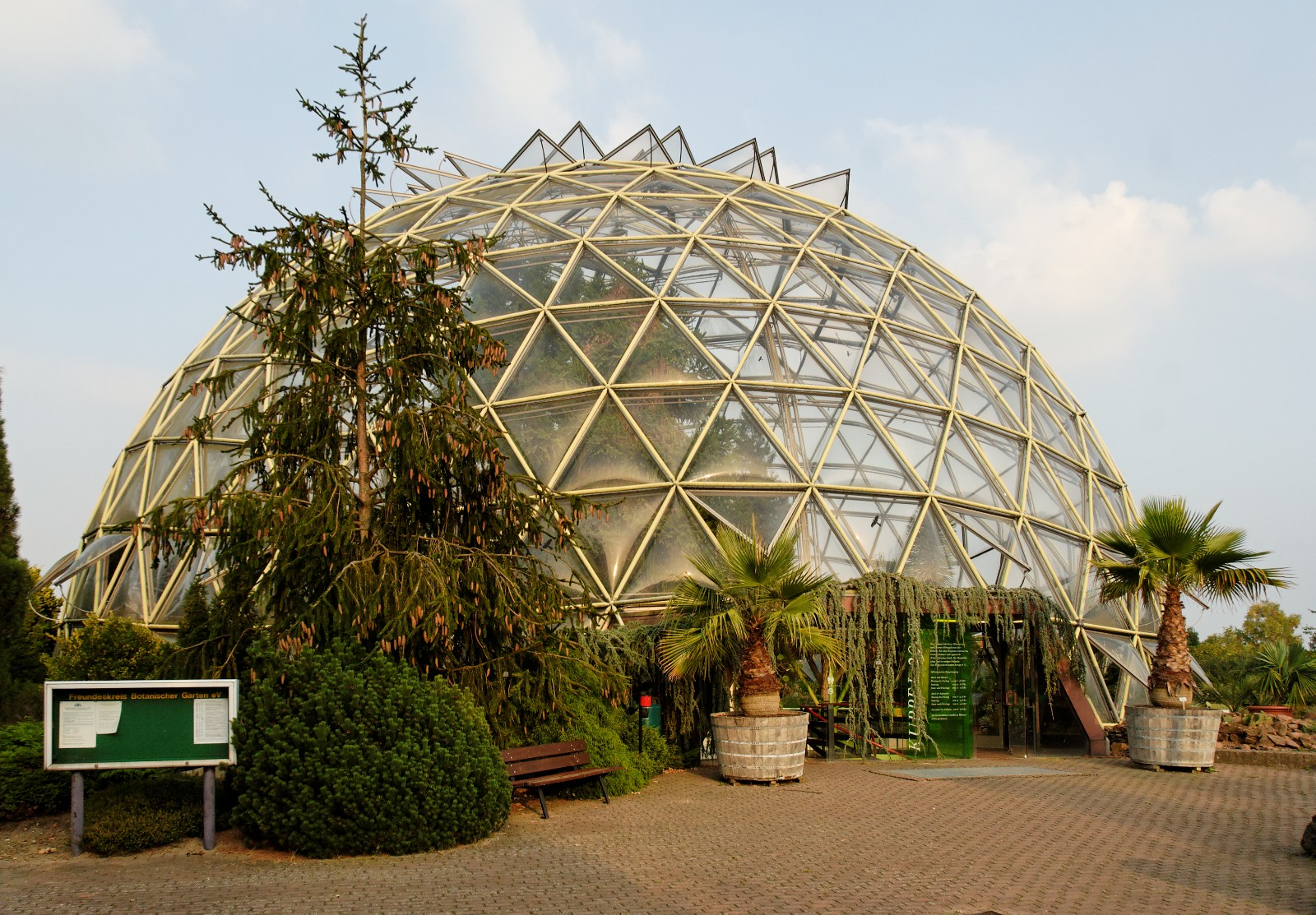
Kuppelgewächshaus im Botanischen Garten Düsseldorf

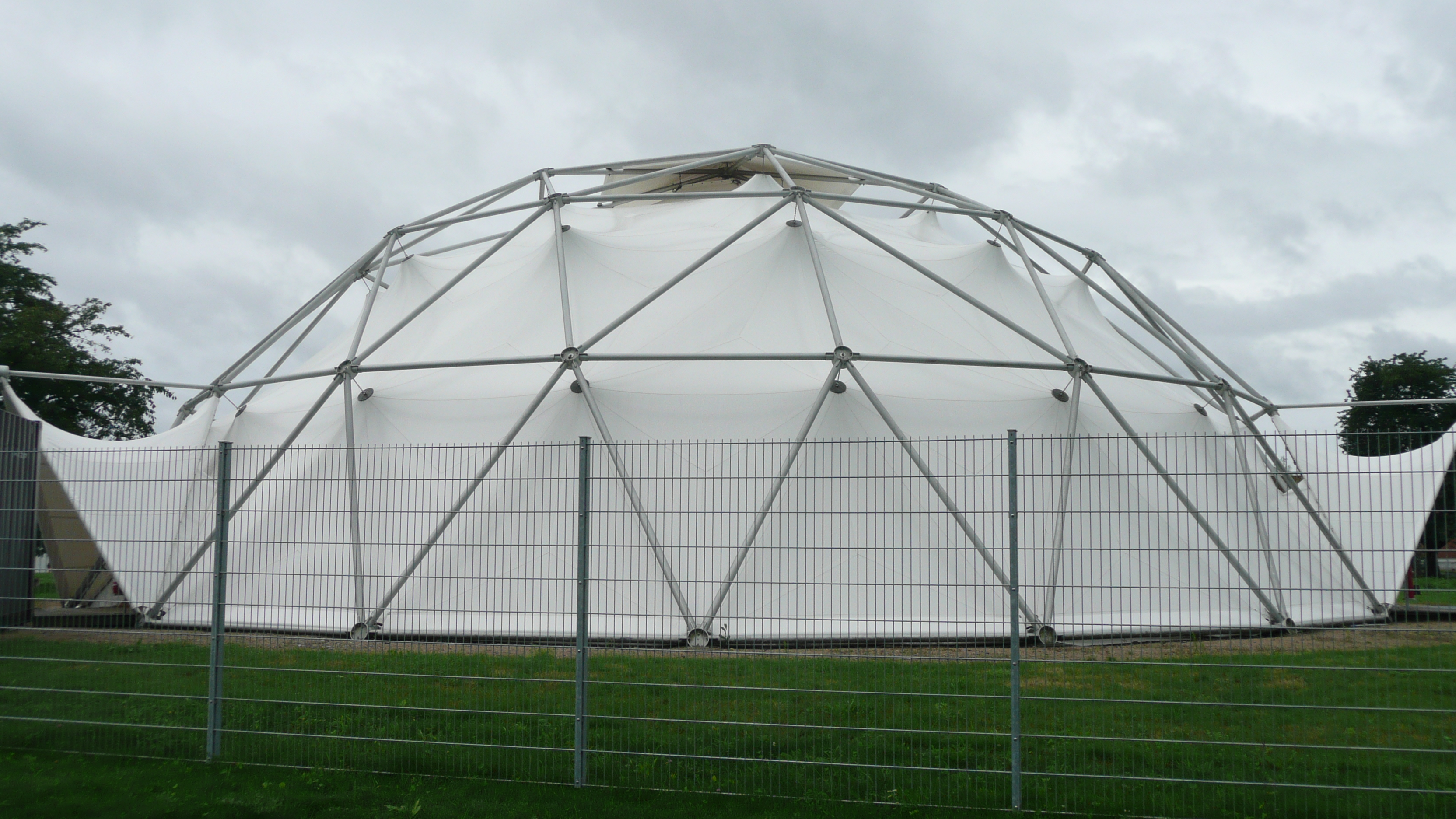
Geodätische Kuppel von Richard Buckminster Fuller aus dem Jahre 1978, Detroit, aufgestellt 2000 auf dem Vitra Campus in Weil am Rhein

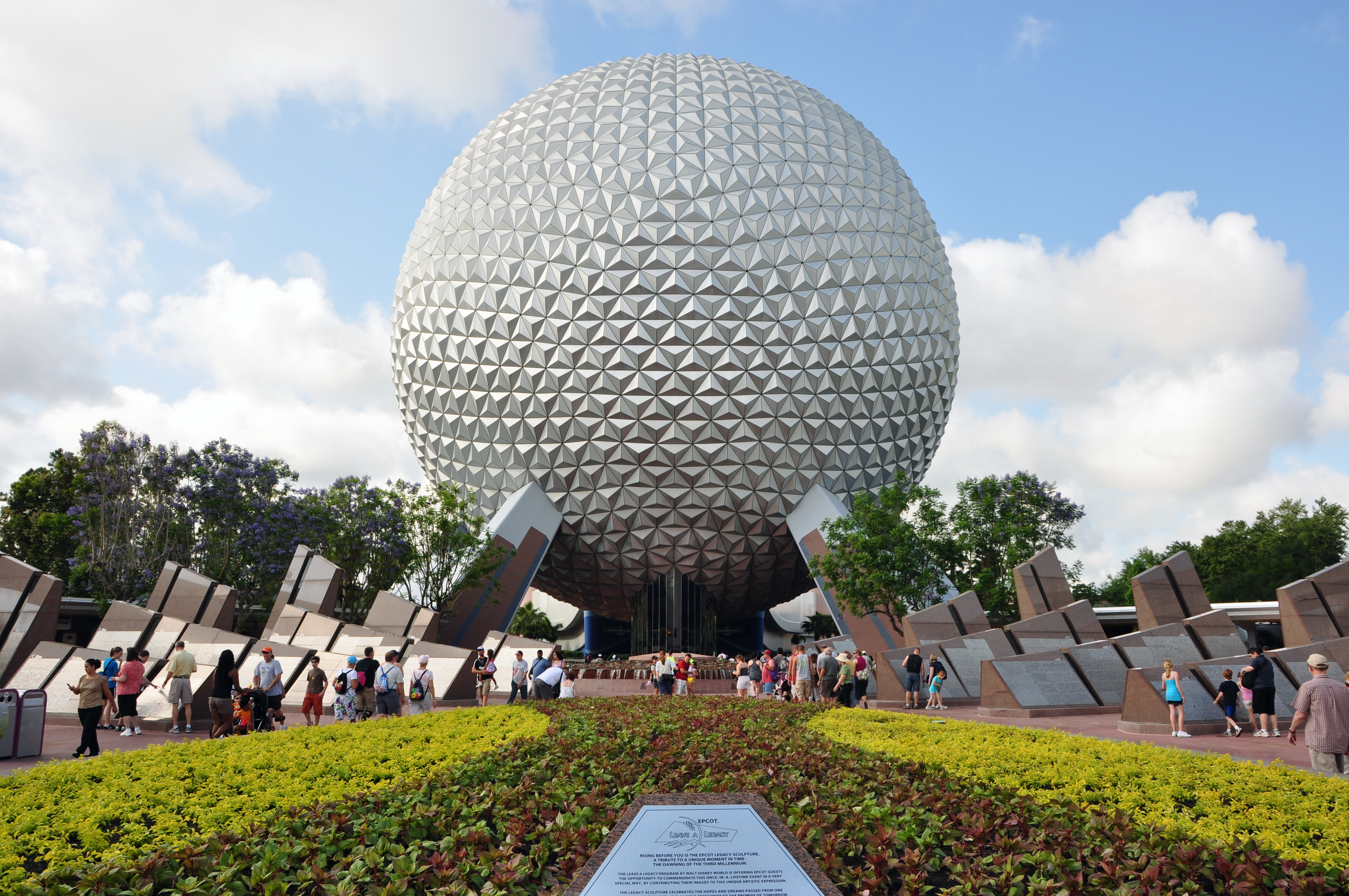
Geodätische Kuppel Spaceship Earth, Wahrzeichen von Epcot im Vergnügungspark Walt Disney World Resort, Florida.

Geodätische Kuppeln sind Konstruktionen von sphärischen Kuppeln mit einer Gitterschale aus Dreiecken.
Die Bezeichnung geodätisch spielt auf Geodäsie an, in der ebenfalls die Zerlegung in Dreiecke wesentlich ist. 

## Geschichte
Das erste neuzeitliche Beispiel einer geodätischen Kuppel war das von Walther Bauersfeld erfundene und 1926 eröffnete Planetarium Jena der Carl-Zeiss-Werke. Richard Buckminster Fuller entwickelte die Technologie der geodätischen Kuppeln ab den 1940er Jahren weiter und benutzte dabei erstmals den Begriff „Geodesic“. Breite Aufmerksamkeit erfuhr die Fuller-Kuppel Biosphère, die auf der Expo 67 in Montreal als Pavillon der USA gezeigt wurde. In der Architektur der US-amerikanischen Hippies wurden geodätische Kuppeln aus Holz zu einer beliebten Konstruktionsweise.

## Vorteile
Geodätische Kuppeln zeichnen sich durch ihre hohe Stabilität (Erdbebensicherheit), Windstabilität und ihr günstiges Verhältnis von Material zu Volumen aus, sie bieten vorteilhafte Schallverteilung und Luftzirkulation. Die Kugelform ermöglicht außerdem eine konstante Sonnenbestrahlung während des ganzen Tages, über den Tag verteilt die geringste Sonnenlichtreflexion bei Gewächshäusern (und somit bessere energetische Nutzung in kühleren Jahreszeiten) sowie die Möglichkeit, Fenster nach Belieben zu verteilen. Aus Metallrohren mit zu flachen Laschen verpressten Enden, die etwas abgewinkelt und einfach durchbohrt sind, lässt sich durch Verschrauben eine Kuppel, aus 60 Elementen eine fußballförmige Kugel bauen.

## Nachteile
Die 60 Elemente des obigen Beispiels sind nicht identisch, denn eine geodätische Halbkuppel besteht aus Dreiecken, die zu Fünfecken und Sechsecken zusammengefügt sind, wodurch sich unterschiedliche Winkel oder Seitenlängen bei den Dreiecken ergeben.
Gewächshäuser in Form von geodätischen Kuppeln lassen sich nur schwierig beschatten oder mit einem Energieschirm wärmedämmen (ein Gewächshaus wird in den 24 Stunden eines Tages maximal rund 8 Stunden von der Sonne aufgeheizt und kühlt dann rund 16 Stunden aus).

## Konstruktion
Eine geodätische Kuppel ist ein konvexes unregelmäßiges Polyeder. Daher gilt für geodätische Kuppeln der Eulersche Polyedersatz:
Zahl der Ecken + Zahl der Flächen − Zahl der Kanten = 2.
Meist werden für geodätische Kuppeln Dodekaeder oder Ikosaeder geometrisch transformiert, die durch Fünfecke bzw. Dreiecke definiert sind. Es ist aber möglich, durch entsprechende Unterteilung in Dreiecke alle platonischen Körper oder auch jegliche Polyedergeometrie in geodätische Strukturen umzuwandeln.

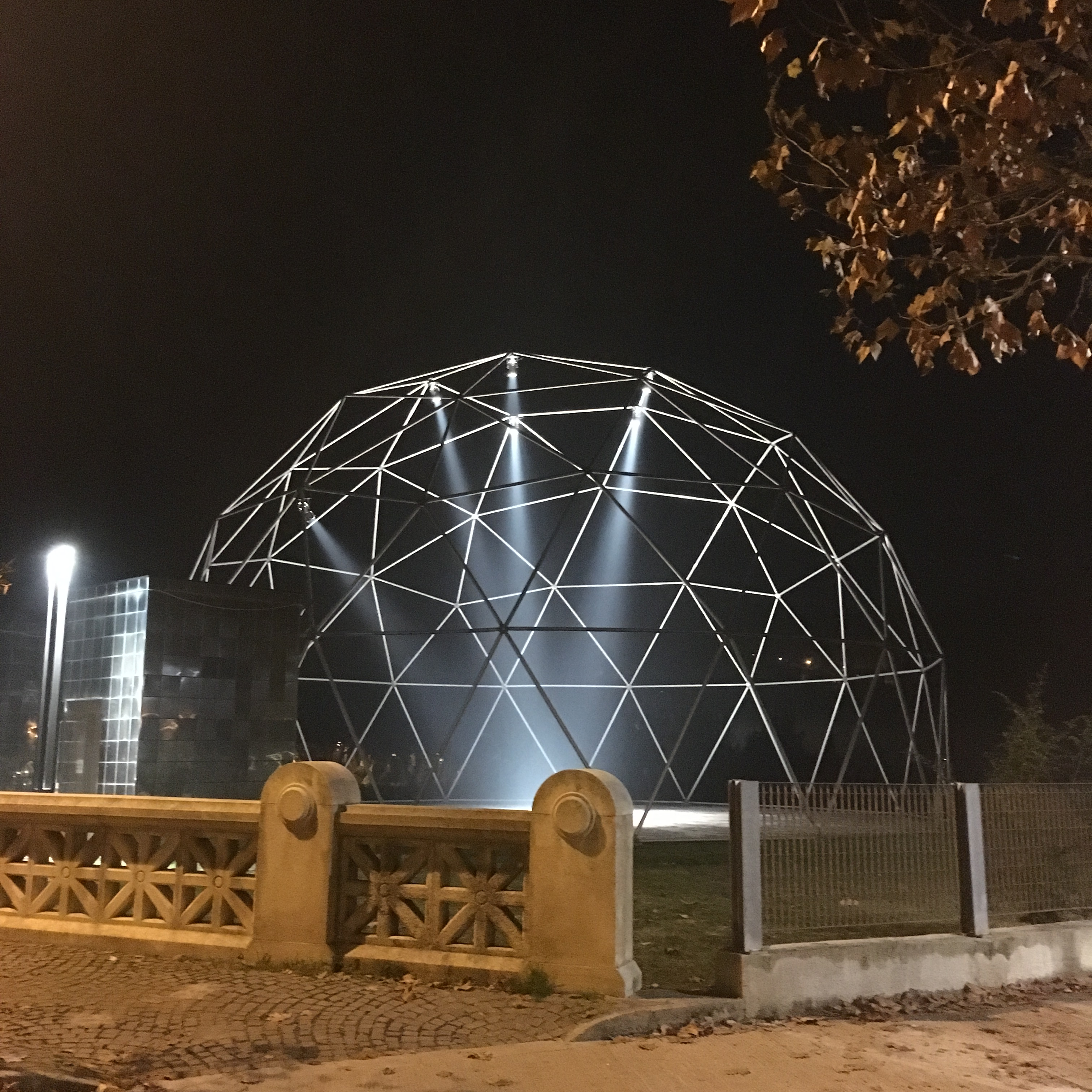
Aus Streben zusammengesetzte 3 geodätische Kuppel; hier die Spoletosfera in Spoleto.

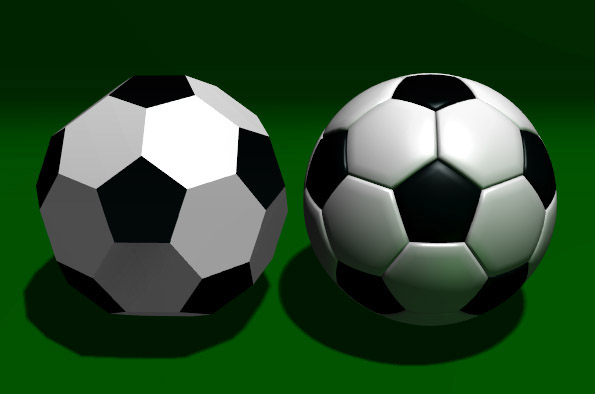
Die aus einem Ikosaederstumpf abgeleitete Form eines Fußballs ist ebenso aus Fünfecken und Sechsecken zusammengesetzt; teilt man diese weiter in Dreiecke, so ergibt sich ein 3-Polyeder, wie er für geodätische Kuppeln zum Einsatz kommt.

Bei geodätischen Kuppelbauwerken (engl.: geo dome), die aus Dreiecken zusammengesetzt sind, ergeben diese zusammengefügten Dreiecke sowohl Sechsecke als auch Fünfecke. Die Anzahl an Streben, die von einem Mittelpunkt eines Fünfecks zum Mittelpunkt des nächsten Fünfecks gezählt werden, ergibt die sogenannte Frequenz, die in einer Beschreibung meist angegeben wird. Beispielsweise Geodätische Kuppel mit der Frequenz 3 oder Frequenz 4 oder Frequenz 5 …, korrekt geschrieben auch mit Zusatz des griechischen Formelzeichens für Frequenz, dem Kleinbuchstaben Ny als 3 {\displaystyle \nu } geodätische Kuppel oder 4 {\displaystyle \nu } oder 5 {\displaystyle \nu } … oder vereinfacht mit einem „v“ als 3 v oder 4 v oder 5 v … Je größer diese Frequenz ist, desto runder wirkt das Polyeder, da es aus mehr Flächen zusammengesetzt ist.
Das Brechen und Unterteilen der Bindeglieder oder eine Prozedur, die Richard Buckminster Fuller Jitterbug-Transformation nennt, resultiert in den geodätischen Formen höherer Frequenz. Bei der Unterteilung ist zu beachten, dass alle Eckpunkte am besten auf der Oberfläche einer Kugel (oder auch eines Ellipsoids) liegen.